# Тирен, Герда
Герда Тире́н (швед. Gerda Tirén в девичестве Рюдберг швед. Rydberg; 1858, Стокгольм — 1928, Пеннингбю) — шведская художница-иллюстратор.

## Биография
Родилась 11 января 1858 года в Стокгольме в Швеции.
Её отец, Карл Генрик Ридберг (1820-1902), был писателем и журналистом. Её мать, Эмма (1820-1899), была внучкой портретиста и скульптора Форслунда.
С 1880 по 1883 годы обучалась в Королевской академии искусств. Благодаря стипендии она смогла учиться в Париже. В январе 1884 года она обручилась с Юханом Тирен и в том же году в Париже вышла за него замуж. В конце 1884 года молодожены вернулись на родину и поселились в городке Увикен. У них было четверо детей: Нильс (1889-1935) и Стина (1886-1951), которые также стали художниками, Карин (1887-1951) и Элизабет (1890-1937).
Она проводила многочисленные выставки, в том числе в парижском Салоне (1885 год) и в Лильевальхсе (1917 год).
Позже они переехали в Пеннингбю в приходе Ленна, где поселились в усадьбе Тирста, и прожили там почти всю жизнь. В 1894 году Тирен с семьей не надолго вернулась в Увикен.
Вместе со своими детьми, Нильсом и Стиной, она проевела выставку в Konstnärshuset в 1918 году.
Скончалась Герда Тирен в 1928 году в Пеннингбю и похоронена рядом с мужем, позже там были похоронены и их дети.

## Творчество
Художница писала портреты, пейзажи и цветочные натюрморты, жанровые сценки из жизни французов и шведов, а также изображения детей. В её творчестве есть немало открыток с гномами (nissar), так полюбившихся скандинавам.
Среди известных книжных иллюстраций Герды Тирен — рисунки к книгам «Жизнь в стране» Фрица Рейтера, «Приключения Робинзона Крузо» Даниеля Дефо в 1899 году, «Принц и нищий» Марка Твена и к многочисленным сказкам.
С 1923 года художница активно сотрудничала с журналом «Jultomten», который издавала в Стокгольме шведская учительская газета. В этом издании были напечатаны иллюстрации к стихотворению Сакариаса Топелиуса «Воробей», старая акварель художницы, опубликованная на почтовых открытках ещё в 1898 году, под названием «Будете ли вы покупать рождественские подарки?», многочисленные жанровые сцены с детьми.
Картины супругов Тирен находятся в собрании Национального музея в Стокгольме, в ряде провинциальных музеев Швеции и многочисленных частных коллекциях.

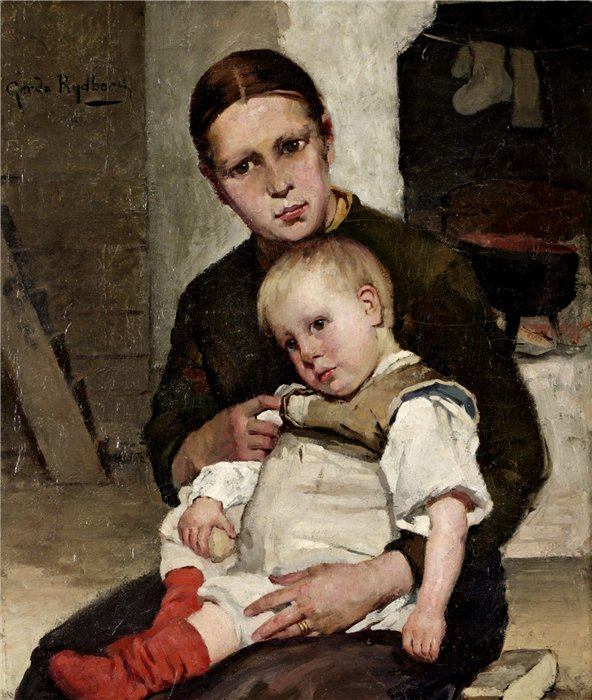
Женщина с мальчиком на коленях
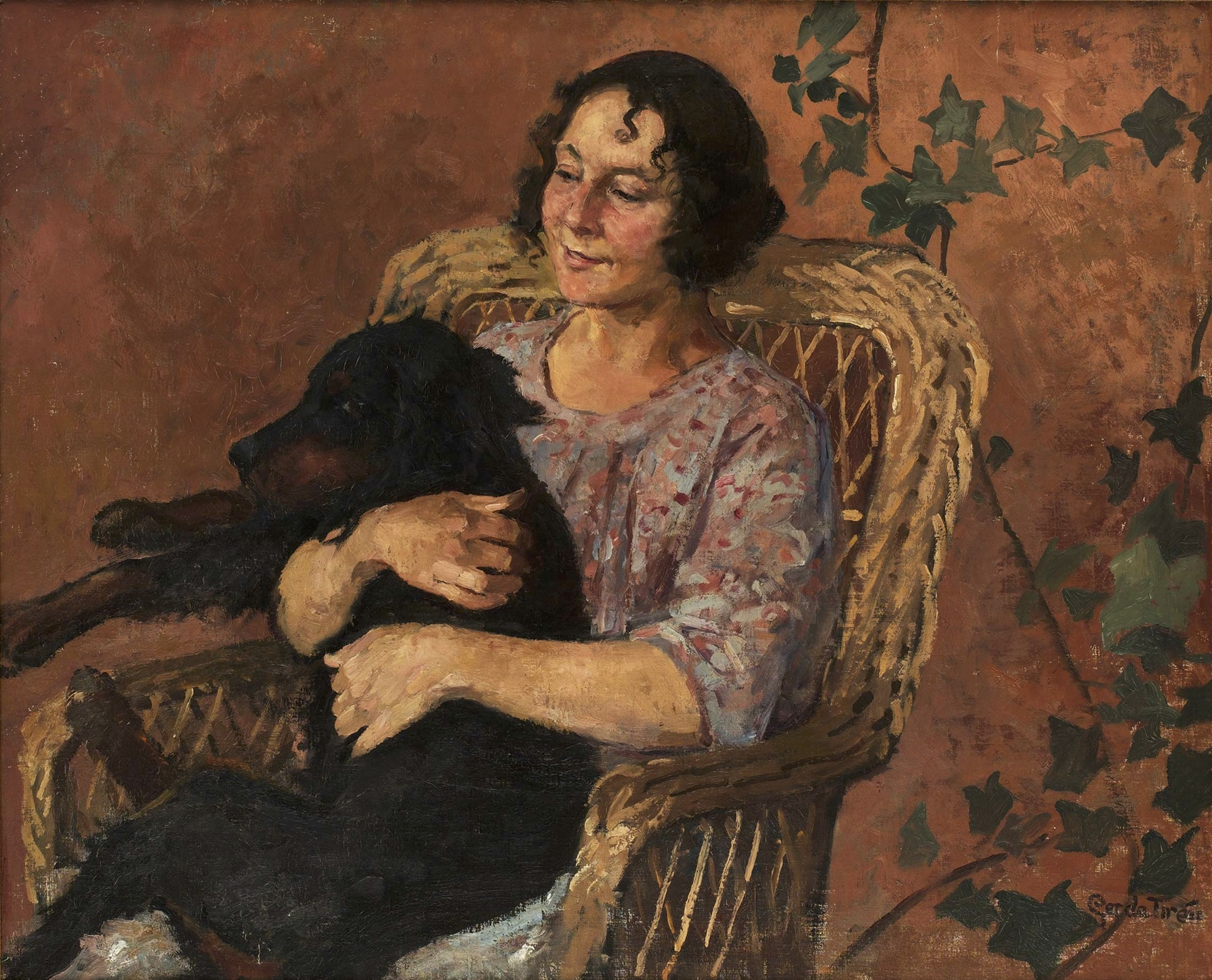
Карин и Типпо
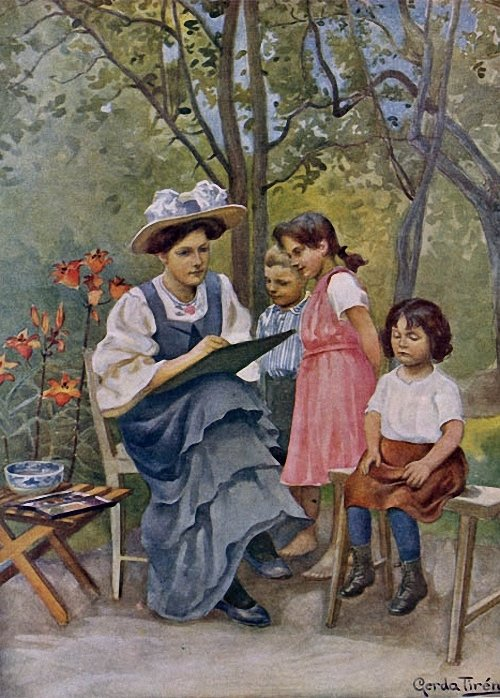
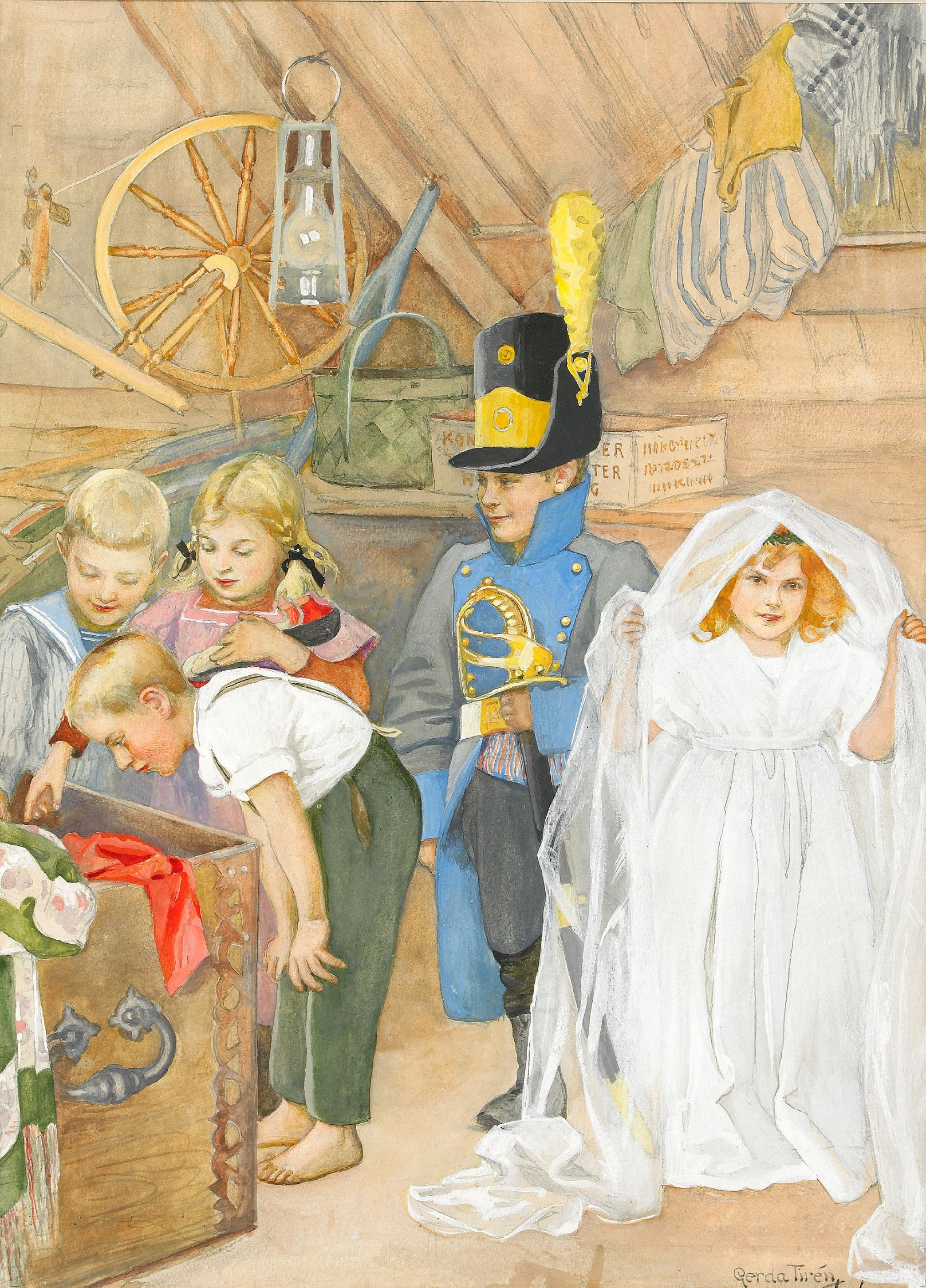
Свадебная процессия

## Семья
- Отец — Карл Рюдберг (швед. Carl Henrik Rydberg; 1820—1902)[5]
- Мать — Эмма Форсслунд (швед. Wilhelmina Adelaide Forsslund; 1820—1899)[6]
- Муж — Юхан Тирен (1853—1911), шведский художник. В браке с 1884 года.
  - Сын — Нильс (1885—1935), художник
  - Дочь — Кристина (1886—1951), художница
  - Дочь — Карин (1887—1951), учитель музыки
  - Дочь — Ева Элизабет (1890—1937), вокалистка
- Свояк — Карл Тирен[швед.], фольклорист (собиратель песен и легенд)